# Mateusz Szauer
Mateusz Szauer (ur. 3 października 1982 w Lubawie) – polski urzędnik samorządowy, od 2024 wicewojewoda warmińsko-mazurski.

## Życiorys
Pochodzi z Lubawy. Ukończył ochronę środowiska na Uniwersytecie Warmińsko-Mazurski w Olsztynie. Kształcił się podyplomowo w zakresie zarządzania samorządem terytorialnym na Politechnice Gdańskiej, geologii na Uniwersytecie im. Adama Mickiewicza w Poznaniu oraz na studiach typu Executive MBA w Collegium Humanum. Przez 17 lat zatrudniony w starostwie powiatowym w Iławie, gdzie doszedł do stanowiska dyrektora wydziału ochrony środowiska i rolnictwa oraz geologa powiatowego. Działał w Lubawskim Stowarzyszeniu Inicjatyw Społecznych.
Zaangażował się w działalność polityczną w ramach Platformy Obywatelskiej. Z ramienia lokalnych komitetów ubiegał się o stanowisko burmistrza Lubawy w 2014 i 2018, dwukrotnie zajmując drugie miejsce i nie uzyskując wyboru do rady miejskiej. Wystartował także w wyborach do Sejmu w 2023. 10 stycznia 2024 powołany na stanowisko pierwszego wicewojewody warmińsko-mazurskiego.
Żonaty z Edytą, ma dwoje dzieci.